# Söhne der Dioskuren
Die Söhne der Dioskuren wurden in der Antike zusammen mit ihren Vätern Kastor und Polydeukes (Pollux) verehrt. Sie hießen Anaxias und Mnasinous, wobei Anaxias der Sohn von Kastor und Hilaeira und Mnasinous der Sohn von Polydeukes und Phoibe war.
Sie wurden meist auf dem Pferd sitzend dargestellt, so zum Beispiel im Anakion in Athen. Auch auf dem Thron des Amyklaios in Amyklai hatte der Künstler Bathykles von Magnesia sie so abgebildet. Im Tempel der Dioskuren in Argos stand eine Statuengruppe, ein Werk von Dipoinos und Skyllis, das die beiden zusammen mit ihren Müttern zeigte.
Von den Taten der beiden wurde nichts überliefert.

## Namen
Die Namen der Söhne der Dioskuren werden sehr verschieden angegeben. So erscheinen neben Mnasinous auch die Formen Mnesinoos und Mnesileos und neben Anaxias auch Anaxis, Anagon und Anogon. Johannes Tzetzes gibt sogar an, es seien nicht nur zwei, sondern vier Söhne. Die Söhne von Kastor und Hilaeira seien Mnesileos und Asineos und von Polydeukes und Phoibe Anagon und Aulothos.